# Rio Suiá-Miçu
Rio Suiá-Miçu (portugisiska: Rio Suiazão, Rio Suja Miçu, Rio do Suiazão) är ett vattendrag i Brasilien.   Det ligger i delstaten Mato Grosso, i den centrala delen av landet, 800 km nordväst om huvudstaden Brasília.
I omgivningarna runt Rio Suiá-Miçu växer i huvudsak städsegrön lövskog. Trakten runt Rio Suiá-Miçu är nära nog obefolkad, med mindre än två invånare per kvadratkilometer.